# De ooggetuige
De ooggetuige is een hoorspel van John Lucarotti. The Witness werd op 20 mei 1964 door de BBC uitgezonden. C. Denoyer vertaalde het en de VARA zond het uit op 21 mei 1966, van 20.35 uur tot 21.35 uur (met herhalingen op 20 juni 1966 en 23 juli 1969). De regisseur was Jan C. Hubert.

## Rolbezetting
- Johan Walhain (Paul Harbison)
- Paul van der Lek (inspecteur Levitt)
- Dries Krijn (brigadier Williams)
- Nel Snel (mevrouw Rogers)
- Wam Heskes (meneer Prochezki)
- Tonny Foletta (Al Banning)
- Corry van der Linden (de blonde vrouw)
- Jan Verkoren (agent Smith)
- Hans Karsenbarg (agent Jackson & een kelner)
- Harry Bronk (Mackay)
- Hans Veerman (Joe, de voorman & de nieuwslezer)
- Piet Kamerman

## Inhoud
Paul Harbison, een jongen uit Jamaica die in de bouw werkt, belt de politie dat hij een moord heeft gezien. Echter blijkt die niet te zijn gepleegd, hoewel Paul Harbison precies lijkt te weten wat er op welke manier gebeurd is. Hij zegt het duidelijk gezien te hebben en komt met een gedetailleerd verhaal over een ruzie tussen een man en een vrouw.